# Su Maozhen
Su Maozhen (en chino: 宿茂臻; pinyin: Sù Màozhēn; Qingdao, Shandong; 30 de julio de 1972) es un exfutbolista y entrenador chino que jugaba en la posición de delantero.

## Carrera

### Club
Jugó toda su carrera con el Shandong Luneng de 1994 a 2002 con el que anotó 65 goles en 166 partidos, ganó un título de liga y dos de copa. También tuvo dos pasantías con el Manchester United FC en 1989-90 y en 1991-92 pero no quedó en el equipo.

### Selección nacional
Debutó con China el 23 de enero de 1994 en la derrota por 0-1 ante Arabia Saudita. Su primer gol con la selección lo anotó el 30 de enero de 1996 en la victoria por 7-1 ante Macao en la clasificación para la Copa Asiática 1996.
Participó en 53 partidos y anotó 27 goles, participó en la Copa Mundial de Fútbol de 2002 y dos ediciones de la Copa Asiática hasta su retiro de la selección en 2002.

### Entrenador
| Periodo   | Club                |
| --------- | ------------------- |
| 2006      | Shandong Luneng U17 |
| 2009-2011 | China sub-20        |
| 2011-2012 | China sub-16        |
| 2013-2015 | Qingdao Hainiu      |
| 2016      | Qingdao Jonoon      |

## Logros

### Club
- Liga Jia-A: 1999
- Copa de China de fútbol: 1995, 1999

### Individual
- Goleador de la Liga Jia-A: 1996 (13 goles)
- Mejor futbolista chino en 1999.